# Mesophylax arabicus
Mesophylax arabicus är en nattsländeart som beskrevs av Malicky 1998. Mesophylax arabicus ingår i släktet Mesophylax och familjen husmasknattsländor. Inga underarter finns listade i Catalogue of Life.